# Fabrizio Pedranzini
Fabrizio Pedranzini (Santa Caterina Valfurva, 14 marzo 1954) è un ex fondista italiano.

## Biografia
Nato nel 1954 a Santa Caterina Valfurva, in provincia di Sondrio, a 21 anni ha partecipato ai Giochi olimpici di Innsbruck 1976, arrivando 53º con il tempo di 48'58"30 nei 15 km.